# Portage-la-Prairie (circonscription électorale provinciale)
Pour les articles homonymes, voir Portage la Prairie.
Circonscription électorale provinciale du Canada
Portage-la-Prairie est une circonscription électorale provinciale du Manitoba (Canada).
La circonscription inclut la ville de Portage la Prairie et également les communautés de Oakville, Newton, St. Marks et la communauté autochtone de Dakota Plains.

## Liste des députés
| Portage-la-Prairie | Portage-la-Prairie | Portage-la-Prairie         | Portage-la-Prairie | Portage-la-Prairie | Portage-la-Prairie |
| Nom                | Nom                | Parti                      | Mandat             | Législature        |                    |
| ------------------ | ------------------ | -------------------------- | ------------------ | ------------------ | ------------------ |
|                    | Frederick Bird     | Indépendant/Canadian Party | 1870 - 1874        | 1re                |                    |
|                    | Kenneth McKenzie   | Opposition/Libéral         | 1874 - 1875        | 2e                 |                    |
|                    | Kenneth McKenzie   | Gouvernement/Libéral       | 1875 - 1878        | 2e                 |                    |
|                    | James Cowan        | Gouvernement/Conservateur  | 1878 - 1879        | 3e                 |                    |
|                    | James Cowan        | Gouvernement/Ind. Libéral  | 1879 - 1883        | 4e                 |                    |
|                    | Joseph Martin      | Libéral                    | 1883 - 1886        | 5e                 |                    |
|                    | Joseph Martin      | Libéral                    | 1886 - 1888        | 6e                 |                    |
|                    | Joseph Martin      | Libéral                    | 1888 - 1892        | 7e                 |                    |
|                    | Robert Watson      | Libéral                    | 1892 - 1896        | 8e                 |                    |
|                    | Robert Watson      | Libéral                    | 1896 - 1899        | 9e                 |                    |
|                    | William Garland    | Conservateur               | 1899 - 1902        | 10e                |                    |
|                    | Hugh Armstrong     | Conservateur               | 1902 - 1903        | 10e                |                    |
|                    | Hugh Armstrong     | Conservateur               | 1903 - 1907        | 11e                |                    |
|                    | Hugh Armstrong     | Conservateur               | 1907 - 1910        | 12e                |                    |
|                    | Hugh Armstrong     | Conservateur               | 1910 - 1914        | 13e                |                    |
|                    | Ewan McPherson     | Libéral                    | 1914 - 1915        | 14e                |                    |
|                    | Ewan McPherson     | Libéral                    | 1915 - 1920        | 15e                |                    |
|                    | Fawcett Taylor     | Conservateur               | 1920 - 1922        | 16e                |                    |
|                    | Fawcett Taylor     | Conservateur               | 1922 - 1927        | 17e                |                    |
|                    | Fawcett Taylor     | Conservateur               | 1927 - 1932        | 18e                |                    |
|                    | Fawcett Taylor     | Conservateur               | 1932 - 1933        | 19e                |                    |
|                    | William Sexsmith   | Conservateur               | 1933 - 1936        | 19e                |                    |
|                    | William Sexsmith   | Conservateur               | 1936 - 1941        | 20e                |                    |
|                    | William Sexsmith   | Conservateur               | 1941 - 1943        | 21e                |                    |
|                    | Charles Greenlay   | Conservateur               | 1943 - 1945        | 21e                |                    |
|                    | Charles Greenlay   | Conservateur               | 1945 - 1946        | 22e                |                    |
|                    | Charles Greenlay   | Progressiste-conservateur  | 1946 - 1949        | 22e                |                    |
|                    | Charles Greenlay   | Progressiste-conservateur  | 1949 - 1950        | 23e                |                    |
|                    | Charles Greenlay   | Libéral-progressiste       | 1950 - 1953        | 23e                |                    |
|                    | Charles Greenlay   | Libéral-progressiste       | 1953 - 1958        | 24e                |                    |
|                    | Charles Greenlay   | Libéral-progressiste       | 1958 - 1959        | 25e                |                    |
|                    | John Christianson  | Progressiste-conservateur  | 1959 - 1962        | 26e                |                    |
|                    | Gordon Johnston    | Libéral                    | 1962 - 1966        | 27e                |                    |
|                    | Gordon Johnston    | Libéral                    | 1966 - 1969        | 28e                |                    |
|                    | Gordon Johnston    | Libéral                    | 1969 - 1973        | 29e                |                    |
|                    | Gordon Johnston    | Libéral                    | 1973 - 1977        | 30e                |                    |
|                    | Lloyd Hyde         | Progressiste-conservateur  | 1977 - 1981        | 31e                |                    |
|                    | Lloyd Hyde         | Progressiste-conservateur  | 1981 - 1985        | 32e                |                    |
|                    | Edward Connery     | Progressiste-conservateur  | 1986 - 1988        | 33e                |                    |
|                    | Edward Connery     | Progressiste-conservateur  | 1988 - 1990        | 34e                |                    |
|                    | Edward Connery     | Progressiste-conservateur  | 1990 - 1992        | 35e                |                    |
|                    | Brian Pallister    | Progressiste-conservateur  | 1992 - 1995        | 35e                |                    |
|                    | Brian Pallister    | Progressiste-conservateur  | 1995 - 1997        | 36e                |                    |
|                    | David Faurschou    | Progressiste-conservateur  | 1997 - 1999        | 36e                |                    |
|                    | David Faurschou    | Progressiste-conservateur  | 1999 - 2003        | 37e                |                    |
|                    | David Faurschou    | Progressiste-conservateur  | 2003 - 2007        | 38e                |                    |
|                    | David Faurschou    | Progressiste-conservateur  | 2007 - 2011        | 39e                |                    |
|                    | Ian Wishart        | Progressiste-conservateur  | 2011 - 2016        | 40e                |                    |
|                    | Ian Wishart        | Progressiste-conservateur  | 2016 - 2019        | 41e                |                    |
|                    | Ian Wishart        | Progressiste-conservateur  | 2019 - 2023        | 42e                |                    |
|                    | Jeff Bereza (en)   | Progressiste-conservateur  | 2023 - présent     | 43e                |                    |